# Корабель-привид (фільм)
Корабель-привид (англ. Ghost Ship) — американсько-австралійський фільм жаху 2002 р. режисера Стіва Бека про загадкові події на італійському круїзному лайнері «Антонія Ґраза».
Головні ролі виконували: Гебріел Бірн, Джуліанна Маргуліс, Рон Елдард, Десмонд Гарінгтон, Ісайя Вашингтон і Карл Урбан. Продюсери — студії United Artists Pictures і Dark Castle Entertainment.

## Сюжет
1962 рік. Італійський пасажирський лайнер «Антонія Ґраза», символ повоєнної розкоші, розсікає води Атлантики. На борту свято. Фантастична співачка Франческа співає італійською красиву пісню про любов, місяць та зірки, пасажири танцюють повільний танець, дівчинка Кетті щось збирає з букв, симпатичний офіцер складає для неї фразу: «Мені дуже нудно». Тут в кадрі з'являється рука, що натискає на важіль лебідки. Показують сталевий трос, натягнутий навколо носової палуби з танцюючими людьми. Котушка обертається зі страшною швидкістю, намотучи трос і врешті-решт його зриває. Трос розрізає всіх навпіл, окрім маленької Кетті. Мовчання… Падає перерізаний тросом келих, тече кров, люди в прямому сенсі розвалюються на частини по всій палубі. Кетті стоїть в обнімку з капітаном, що запросив її на танець, дивиться на нього та бачить, як у нього відвалюється все вище нижньої щелепи. Дівчинка важко дихає, і її пронизливий крик розриває мертву тишу…
Наші дні. Рятувальна команда з буксира «Арктичний воїн» доставляє плавучу нафтову вишку в порт. У портовій корчмі, де члени команди святкують своє повернення після піврічного перебування у морі, до них підходить чоловік, що представляється пілотом морської авіації Джеком Ферріменом. Він розповідає команді, що під час польоту над Беринговою протокою він виявив та сфотографував великий корабель, який дрейфував за течією і не відповідав на радіосигнали. Команда зацікавилася цим повідомленням. Капітан Мерфі, його компаньйонка Еппс, помічник капітана Грір, механік Сантос і двоє підводників, Додж і Мандер, разом з Джеком вирушають на пошуки таємничого корабля. Бурхливої штормової ночі вони в прямому сенсі натикаються на нього. Корабель виявився італійським лайнером «Антонія Ґраза», зниклим 40 років тому при загадкових обставинах.
Члени команди «Арктичного воїна» піднімаються на борт і обстежують усі палуби, щоб зрозуміти що сталося з кораблем. У них перестає працювати радіозв'язок, їм чуються дивні голоси, сміх, музика. Раптово під ногами Мандера провалюється підлога, але Еппс встигає схопити його за руку. Поки Мандера намагаються витягнути нагору, Еппс бачить крізь пролом маленьку рудоволосу дівчинку в білій сукні, яка стоїть на нижній палубі і дивиться на неї. У наступну мить вона зникає, і Еппс вважає, що та їй лише примарилась.
Продовжуючи дослідження корабля, Мерфі і його команда переконуються що на цьому кораблі вже побували до них, і неоднократно: про це говорять електронні годинники на столі та купа трупів місячної давності, яких виявили Еппс та Джек у пральні. Наступна знахідка виявляється ще більш неймовірною — кілька ящиків зі злитками золота. Мерфі наказує перевантажити золото на буксир, щоб забрати його з собою. Однак, перш ніж почалося перевантаження, на газовому балоні в рубці «Арктичного воїна» сам по собі відкривається вентиль. У цей момент Еппс знову бачить дівчинку в білій сукні, яка біжить по палубі і кричить щоб вони не заводили мотор, але вже пізно. Відбувається страшний вибух, в результаті якого гине Сантос. Буксир «Арктичний воїн» знищено. Його команда вже не може покинути «Антонію», і у них залишається тільки одна можливість врятуватися — заварити пробоїну на дні «Антонії», аби вона могла триматися на плаву, і спробувати полагодити її двигун.
На «Антонії Ґразі» продовжують траплятися жахливі явища — басейн заповнюється водою, змішаною з кров'ю, в якій плавають розчленовані тіла; консерви з камбуза перетворюються на масу личинок; примарна красуня Франческа заманює п'яного Гріра в пастку, де він падає на гострі кінці арматури, що пронизують його тіло наскрізь. У цей момент тіло Франчески стає старим і зморщеним, після чого вона вимовляє італійською: «Ласкаво просимо на борт!».
Еппс знаходить ім'я дивної примарної дівчинки, Кетті, в списку пасажирів, йде в її каюту і там виявляє скелет дівчинки в шафі та її ж привида. Привид дівчинки відкриває Еппс страшну правду: «Антонія Ґраза» — пастка, корабель-привид, і всі, хто на ньому знаходилися, давно мертві, але їхні душі не можуть покинути корабель перш ніж буде зібрано певну їх кількість; після цього їх всіх кудись «відвезуть». Раптом Кетті з криком зникає, а Еппс поспішає знайти інших членів команди щоб попередити їх про небезпеку.
Мерфі в цей час в капітанській каюті випиває і розмовляє з привидом капітана «Антонії Ґрази». Від нього він дізнається, що за два дні до катастрофи «Антонії» золотий вантаж був піднятий з судна «Лорель», яке тонуло. Мерфі запитує чи врятувався хто-небудь з «Лорелі», на що капітан «Антонії» ствердно киває і подає Мерфі фото, побачивши яке, на обличчі Мерфі проступає шок.
Вийшовши з каюти капітана, Мерфі стикається з привидом загиблого Сантоса, і той нападає на нього. У цей час з'являється Еппс, але Мерфі бачить замість неї Сантоса і намагається її вбити. За мить до того, як він завдав би Еппс смертельний удар, його вдаряє Джек. Мерфі непритомніє. Додж, Джек і Мандер ізолюють Мерфі в порожній цистерні для води та разом з Еппс обговорюють подальший план дій. Вона доручає їм відкачати воду з машинного відділення, а сама йде шукати Гріра, але знаходить його вже мертвим. Знову з'являється Кетті і, взявши Еппс за руку, дозволяє їй побачити все, що відбувалося на «Антонії» в той фатальний вечір за мить до катастрофи. Виявилось, що більша частина команди на чолі зі старшим офіцером змовилась та вирішила прибрати все золото собі. Щоб позбутися свідків, бунтівники вбивають всіх пасажирів: частина з них була отруєна щурячою отрутою під час вечері, решту розстріляли перед басейном, зарізали у власних каютах або розрубали тросом на кормі. Кетті ж повісили. Потім старший офіцер, не бажаючи ні з ким ділитися золотом, зрадницьки розстрілює усіх своїх спільників, після чого сам гине від кулі, випущеної з пістолета Франческою, а ту, в свою чергу, за допомогою підйомного крана вбиває таємничий незнайомець, що раніше представлявся Джеком. Еппс розуміє, що вони потрапили в добре сплановану пастку, і поспішно повертається до Мерфі, але знаходить його мертвим у переповненій водою цистерні. З руки Мерфі вислизає фотографія, яку йому дав капітан «Антонії Ґрази». Це фотографія Джека Феррімена.
Потім гинуть останні члени команди «Арктичного воїна», Мандер і Додж, і Еппс, яка готується підірвати «Антонію», залишається на кораблі наодинці з Джеком. Він зізнається їй, що є емісаром Пекла і що його завдання полягає у зборі «відмічених» душ, поки не буде зібрана певна «квота», але якщо корабель потоне перш ніж це відбудеться, його «керівники» будуть незадоволені. Він пропонує Еппс угоду: її життя в обмін на корабель, але Еппс відмовляється, і, незважаючи на шалений опір Джека, їй вдається привести в дію вибуховий пристрій, після чого тіло Джека розносить на частини уламками корабля. Корабель занурюється у безодню моря, але Кетті вказує Еппс шлях назовні з потопаючого корабля. Еппс спливає на поверхню і бачить, як звільнені душі жертв корабля-привида, вириваючись з глибини, перетворюються на вогники і прямують угору; серед них знаходиться і Кетті.
У заключній сцені фільму Еппс, яку підібрав пасажирський лайнер, що опинився поблизу, санітари швидкої везуть на каталці на берег. З машини швидкої вона бачить, як на корабель в порту по трапу заносять ящики з золотом; серед носильників — загиблі члени її команди. За ними йде Джек Феррімен. Їх погляди зустрічаються, і Еппс із жахом кричить: «Ні!»…

## Ролі
- Гебріел Бірн — капітан Шон Мерфі
- Джуліанна Маргуліс — Морін Еппс
- Рон Елдард — Додж
- Десмонд Гарінгтон — Джек Ферріман
- Ісайя Вашингтон — Грір
- Карл Урбан — Мандер
- Алекс Дімітріадес — Сантос
- Емілі Браунінг — Кеті Харвуд
- Франческа Реттондіні — Франческа

## Виробництво
Брайан Кокс міг отримати головну роль, але його замінив Гебріел Бірн.
Джуліанна Маргуліс і Рон Елдард зустрічалися в 1991—2003 роках, тому насправді були парою під час зйомок. Вони розійшлися через рік після прем'єри фільму.
Кінодебют для Карла Урбана та Емілі Браунінг. Урбан стане проривом у кінематографі і найвідомішим актором цього проекта.

## Саундтреки
| Список треків | Список треків              | Список треків |
| #             | Назва                      | Тривалість    |
| ------------- | -------------------------- | ------------- |
| 1.            | «The Discovery»            | 1:53          |
| 2.            | «Falling Apart»            | 1:55          |
| 3.            | «The Arctic Warrior»       | 1:37          |
| 4.            | «The Deal»                 | 3:16          |
| 5.            | «The Antonia Graza»        | 3:18          |
| 6.            | «Welcome Aboard»           | 1:53          |
| 7.            | «How's It Going Up There?» | 0:56          |
| 8.            | «Falling Through»          | 0:55          |
| 9.            | «Touring The Ship»         | 2:14          |
| 10.           | «The Marie Celeste»        | 1:36          |
| 11.           | «I Saw A Little Girl»      | 1:45          |
| 12.           | «No Unexpected Guests»     | 2:12          |
| 13.           | «Bullet Holes»             | 1:08          |
| 14.           | «Cabina Di Capitano»       | 0:57          |
| 15.           | «Katie Appears»            | 1:47          |
| 16.           | «Meeting The Captain»      | 2:44          |
| 17.           | «The Bodies»               | 1:23          |
| 18.           | «Francesca Appears»        | 1:29          |
| 19.           | «The Freezer»              | 1:10          |
| 20.           | «Finding Gold»             | 1:30          |
| 21.           | «Work To Do»               | 1:53          |
| 22.           | «Santos Dies»              | 1:23          |
| 23.           | «My Little Box»            | 4:09          |
| 24.           | «Go To Hell»               | 1:55          |
| 25.           | «Bon Appetite»             | 1:58          |
| 26.           | «Katie's Dolls»            | 1:22          |
| 27.           | «The Ballroom Reverts»     | 1:37          |
| 28.           | «Francesca's Theme»        | 1:00          |
| 29.           | «Epps Meets Katie»         | 1:44          |
| 30.           | «Survivor»                 | 1:12          |
| 31.           | «Katie Disappears»         | 1:14          |
| 32.           | «The Fight»                | 2:33          |
| 33.           | «Repairs»                  | 1:29          |
| 34.           | «Underwater»               | 1:59          |
| 35.           | «Greer's Body»             | 0:59          |
| 36.           | «Murphy's Body»            | 1:19          |
| 37.           | «I Guess It's Over»        | 5:33          |
| 38.           | «The Graza Explodes»       | 0:39          |
| 39.           | «The Souls Ascend»         | 3:24          |